# Wapen van Wamel

Wamel

Het wapen van Wamel toont het wapen van de voormalige gemeente Wamel. Het wapen werd aan de gemeente verleend met het Koninklijk Besluit van 24 november 1938. De omschrijving luidt:
"In zilver 3 rechtop staande, naast elkander geplaatste kolven van sabel, met het handvat omlaag en een golvende dwarsbalk van azuur over alles heen gaande; het schild gedekt met een gouden kroon van 3 bladeren en 2 paarlen."

## Geschiedenis
De kolven zijn een verwijzing uit het familiewapen van het geslacht Van Balveren. Deze familie had bezittingen in de gemeente en speelden in de 17e en 18e eeuw een belangrijke rol. De golvende dwarsbalk staat symbool voor de Waal. 
Op 1 juli 1985 werd de gemeentenaam gewijzigd. Er werd een nieuw wapen voor de nieuwe gemeente West Maas en Waal ontworpen. De golvende dwarsbalk uit het wapen werd overgenomen in het wapen van West Maas en Waal.

## Afbeeldingen

Van Balveren
Wapen van West Maas en Waal